# Matheran Light Railway
Matheran Light Railway är en järnväg i Maharashtra i Indien. Den byggdes mellan 1901 och 1907 av Abdul Hussein Adamjee Peerbhoy och finansierades av hans far, Adamjee Peerbhoy som tillhörde Adamjeegruppen. Bygget kostade totalt 1 600 000 rupier Sir Adamjee Peerbhoy besökte Matheran ofta och ville bygga en järnväg för att lättare ta sig dit.

## Historia
Hussains ritningar för järnvägen gjordes 1900 och bygget inleddes 1904. Rådgivande ingenjör var Everard Calthrop, känd för Barsi Light Railway. Linjen öppnades för trafik 1907.
Startpunkten, Neral, ligger ungefär halvvägs mellan Mumbai och Pune. Järnvägen har en sträckning som är 20 km lång, genom stora skogsområden och kopplar samman Neral med Matheran i Västra Ghats kullar nära Karjat och Mumbai. 
Ursprungligen lades spåren med räls med en vikt på 30 lb/yd (14,9 kg/m) men har idag 42lb/yd. Den dominerande lutningsgraden är 1:20 (5%) med skarpa kurvor och hastigheten begränsad till 20 km/h. Linjen stängdes vanligen under monsuner på grund av riskerna för jordskred. Från 1980-talet och framåt hölls linjen även öppen även under regnsäsongen.
Järnvägen stängdes efter en översvämningsskada 2005 och antogs inte öppna igen före april 2007. I motsats till dessa förväntningar kördes tåg åter på den reparerade järnvägen redan 5 mars 2007.
Linjen firade 100-årsjubileum den 15 april 2007 och ligger idag under Central Railways.

## Linjen
Den 610 mm smalspåriga järnvägen går parallellt med den bredspåriga linjen väster om Hardal Hill och sedan österut upp till Matheran. Spåret och vägen möts nära Jumappati och därefter igen, efter en kort separation, i Bhekra Khud. Efter en liten plansträcka finns en kraftig stigning alldeles före Mount Barry. En stor hästskoformad linjedragning byggdes för att undvika en vändstation här. Linjen löper cirka 2 km norrut runt denna och vänder sedan och går in i 'One Kiss Tunnel' genom banvallen. Ytterligare två sicksackvändor över djupa klyftor återstår före Panoramapunkten nås, och sedan svänger linjen tillbaka till Simpsons Tank och slutar i Matheran.
Stationen i Neral har även ett spår med spårvidden 1 676 mm (Indisk spårvidd) vilket går längs den hårdtrafikerade linjen Mumbai-Pune.

## Lokomotiv

### Ånglok
Rådgivande ingenjören Everard Calthrop ritade ett 0-6-0T med Klein-Linder-ledade kopplade axlar för att ge en flexibelt axelavstånd och fyra blev tillverkade av Orenstein & Koppel.
| MHR nr | ISR nr | Tillverkare | Tillverkarens nr | Datum | Nuvarande plats                               |
| ------ | ------ | ----------- | ---------------- | ----- | --------------------------------------------- |
| 1      | 738    | O & K       | 1766             | 1905  | Bombay                                        |
| 2      | 739    | O & K       | 2342             | 1907  | Delhi                                         |
| 3      | 740    | O & K       | 2343             | 1907  | Statfold Barn Railway/Railworld, Peterborough |
| 4      | 741    | O & K       | 1767             | 1905  | Matheran                                      |

### Diesellok
| ISR nr | Klass | Tillverkare | Tillverkarens nr | Datum | Nuvarande status | Anmärkning                |
| ------ | ----- | ----------- | ---------------- | ----- | ---------------- | ------------------------- |
| 500    | NDM1  | Jung        | 12108            | 1956  | Ej känt          | Från Kalka Shimla Railway |
| 501    | NDM1  | Jung        | 12109            | 1956  | I tjänst         | Ursprungligen nr. 750     |
| 502    | NDM1  | Jung        | 12110            | 1956  | Ej känt          | Ursprungligen nr. 751     |
| 503    | NDM1  | Jung        | 12111            | 1956  | Demonterad       | Ursprungligen nr. 752     |
| 504    | NDM1  | Jung        | 12105            | 1956  | Ej känt          | Från Kalka Shimla Railway |
| 505    | NDM1  | Jung        | 12107            | 1956  | Demonterad       | Från Kalka Shimla Railway |
| 505    | NDM1  | Jung        | 12107            | 1956  | Ej känt          | Från Kalka Shimla Railway |
| 600    | NDM6  | ?           | ?                | ?     | I tjänst         | syns i Railworld photos   |

Idag används lok av klass NDM1 och NDM6.